# Llac Kazuni
El llac Kazuni és un llac que es troba a Malawi. Es troba al districte de Mzimba, com a part de la regió Nord, a la part nord del país, a uns 300 km al nord de Lilongwe, capital del país. Està ubicat a 1.076 metres sobre el nivell del mar.
Es troba dins de la reserva de caça de Vwaza Marsh. El Kazuni Safari Camp és una important zona d'allotjament prop del llac. El llac suporta una important població d'hipopòtams.
Al llac Kazuni hi trobem:
- Riu Chesamu
- Riu Stream

## Clima
El clima és humit i subtropical. La temperatura mitjana és de 23 °C. El mes més càlid és novembre, a 30 °C, i el més fred és juny, a 19 °C. La pluja mitjana és de 1.107 mil·límetres per any. El mes més plujós és gener, amb 295 mil·límetres de pluja, i el més sec és setembre, amb 2 mil·límetres.